# Rue Cambon

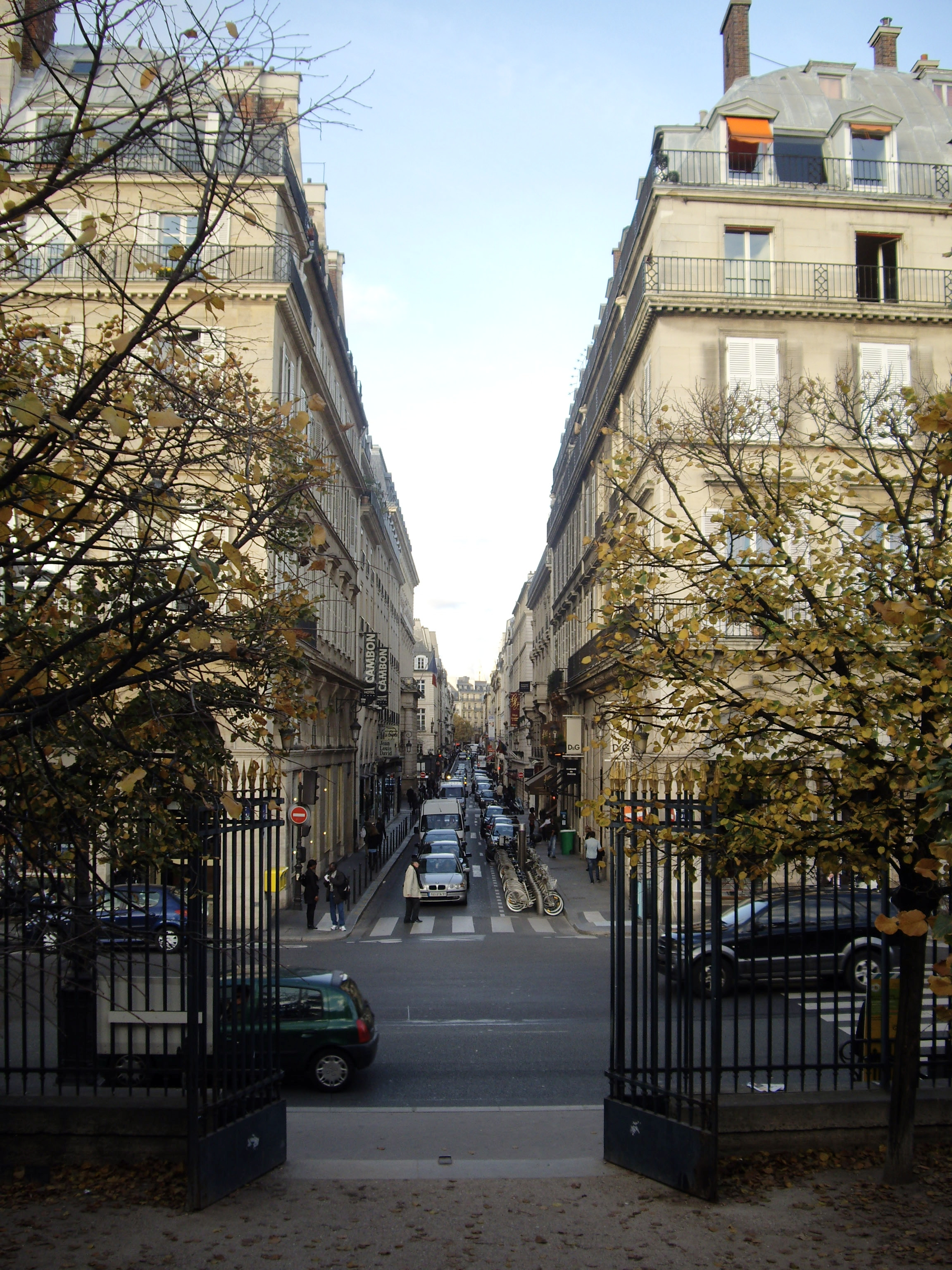
Rue Cambon gezien vanuit de Tuilerieën

Rue Cambon is een straat in het 1e arrondissement van Parijs. Ze is vernoemd naar Pierre-Joseph Cambon, voorzitter van de commissie Financiën ten tijde van de Nationale Conventie. De straat is 500 meter lang en loopt van Rue de Rivoli (aan de Tuilerieën, bij het metrostation Concorde) naar de Boulevard de la Madeleine/Boulevard des Capucines.

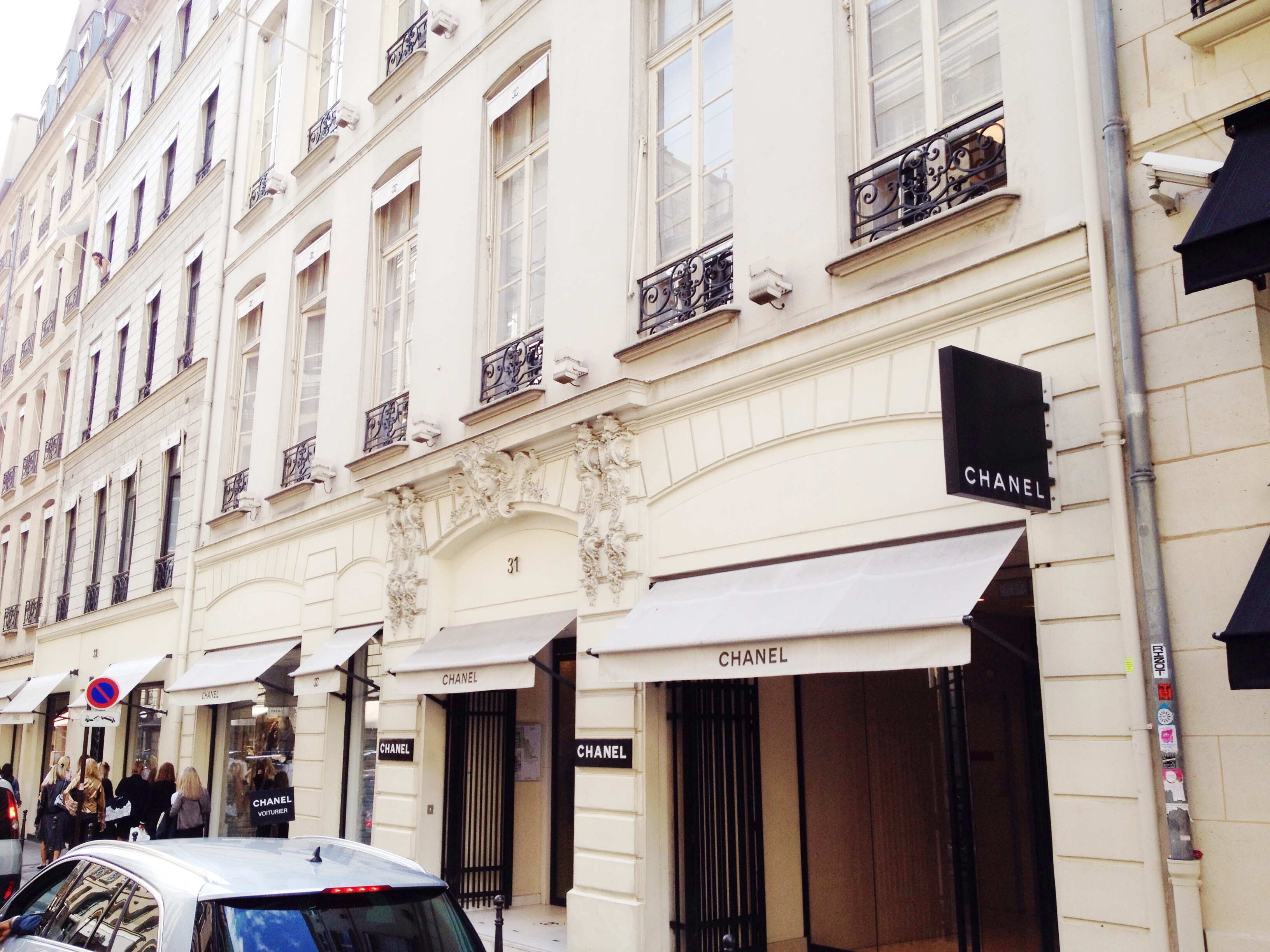
Rue Cambon 31

Rue Cambon dient wel vaker als metoniem voor Palais Cambon, waar het Franse Rekenhof is gevestigd, of voor het modehuis Chanel, dat al sinds 1910 in de Rue Cambon gevestigd is. De hoofdzetel van Chanel bevindt zich in Rue Cambon 31.